# Kragerøbanen
Kragerøbanen er en nedlagt jernbane mellem Neslandsvatn Station på Sørlandsbanen og Kragerø i Norge.
Kragerøbanen blev åbnet 1. december, samtidig med at Sørlandsbanen blev forlænget fra Lunde til Neslandsvatn. De første år fortsatte Sørlandsbanens tog ad Kragerøbanen, men efter at den næste etape af Sørlandsbanen fra Neslansvatn til Nelaug åbnede 10. november 1935, blev Kragerøbanen en sidebane.
Persontrafikken på banen blev indstillet 1. januar 1989, efter at Stortinget havde besluttet at nedlægge den. Sporet mellem Sannidal og Kragerø er efterfølgende blevet fjernet og erstattet af en ny riksvei. Den tidligere Kragerø Station fungerer nu som turistinformation og busterminal.
I 2008 præsenterede Jernbaneverket en plan for, hvordan Sørlandsbanen kan blive forbundet med Vestfoldbanen med en ny jernbane kaldet Grenlandsbanen mellem Skorstøl og Porsgrunn. Det vil imidlertid medføre, at togtrafikken skal indstilles mellem Kongsberg og Gjerstad. For at kompensere for det foreslog Jernbaneverket, at der kan køre tog fra Kongsberg til Neslandsvatn og derfra videre ad en genetableret Kragerøbanen til Kragerø.